# José Romo
José Rafael Romo Pérez (Turén, Estado Portuguesa, Venezuela; 6 de diciembre de 1993) es un futbolista venezolano que juega como delantero en el APO Levadiakos de la Superliga de Grecia.
Es hermano del arquero Rafael Romo, jugador de la Universidad Católica de Ecuador.

## Selección nacional

### Campeonato Sudamericano Sub-20
| Sudamericano Sub-20         | Sede      | Resultado     | Partidos | Goles |
| --------------------------- | --------- | ------------- | -------- | ----- |
| Sudamericano Sub-20 de 2013 | Argentina | Primera ronda | 3        | 0     |

## Clubes
| Club                   | País      | Año                  | Partidos | Goles |
| ---------------------- | --------- | -------------------- | -------- | ----- |
| Deportivo Táchira FC   | Venezuela | 2010 - 2011          | 0        | 0     |
| Llaneros EF            | Venezuela | 2011 - 2013 (Cesión) | 41       | 8     |
| Petare FC              | Venezuela | 2013 - 2014          | 23       | 1     |
| ACD Lara               | Venezuela | 2014 - 2015          | 31       | 3     |
| Rayo Vallecano "B"     | España    | 2015 - 2016          | 13       | 3     |
| Aragua FC              | Venezuela | 2017 - 2018          | 45       | 8     |
| Olympiakos Nicosia     | Chipre    | 2019 - 2020          | 0        | 0     |
| Karmiotissa FC         | Chipre    | 2020 - 2021          | 36       | 11    |
| AEK Larnaca            | Chipre    | 2021 - 2022          | 49       | 7     |
| AEL Limassol           | Chipre    | 2022 - 2023          | 12       | 1     |
| Levadiakos Fútbol Club | Grecia    | 2023 - Actualidad    | 25       | 11    |